# Cololejeunea pocsii
Cololejeunea pocsii là một loài Rêu trong họ Lejeuneaceae. Loài này được Tixier mô tả khoa học đầu tiên năm 1974.